# Symplecta edlundae
Symplecta edlundae là một loài ruồi trong họ Limoniidae. Chúng phân bố ở miền Tân bắc.